# 日野聡・立花慎之介 名門アウトロー学園
『日野聡・立花慎之介 名門アウトロー学園』（ひのさとし・たちばなしんのすけ めいもんアウトローがくえん）は、「アニたまどっとコム」（ラジオ関西）にて2013年4月6日から2016年9月25日まで放送されていたラジオ番組。
インターネットラジオ配信 別冊ラジ関にて、毎週火曜日に配信。

## 番組概要
パーソナリティは『清く 正しく 激しく』が校訓のアウトローだけど名門な学園の先生として、生徒（リスナー）とアウトローな学園生活をお届けするラジオ番組。

## パーソナリティー
- 日野聡
- 立花慎之介

## 放送局
| 放送局                              | 日時 | 備考               |
| ----------------------------------- | --- | ------------------ |
| ラジオ関西                          | 毎週土曜日 26:30-27:00（2013年4月6日 - 2016年3月26日） 毎週日曜日25:00 - 25:30（2016年4月2日 - 9月25日） |                    |
| インターネットラジオ配信 別冊ラジ関 | 毎週火曜日更新（2013年4月9日 - 2016年9月27日）                                                           | バックナンバーなし |

## 時間割（番組の流れ）
今週の標語
パーソナリティーの2人が週替わりでアウトローな一言を叫び、タイトルコール後にオープニングトークとなる。
ホームルーム
ふつうのおたよりコーナー。
授業
週替わりで各科目の授業を行う。
放課後の壁ドン
学校の色んな場所でドンと来る甘いセリフを募集し、2人が週替わりで言い終了。